# フェルマー点

フェルマー点

フェルマー点（フェルマーてん、トリチェリ点・等角中心とも呼ばれる）は、三角形の3つの頂点からの距離の合計が最小になる点である。フェルマーが私信の中でこの問題に触れたことから彼の名がつけられている。

## 作図
フェルマー点は以下のように求められる。
1. 三角形の3辺に対し、それぞれを1辺とする正三角形を三角形の外側に描く。
2. 元の三角形の１つの頂点と，その対辺を一辺とする正三角形の頂点のうち，もとの三角形と共有しない頂点とを結ぶ。
3. 2.の3直線が交わる点がフェルマー点である。

1.の正三角形をそれぞれ三角形と同じ側に描いても、2.の直線は1点で交わる。この点を第2フェルマー点という。

## フェルマー点の特徴

フェルマー点の構成が正しいことの証明: 構築された3本の線が共線であることを証明する。赤と青の三角形は二辺夾角相等により合同であり、したがって円周角の定理の逆により、2つの内接四角形の存在を示唆する。したがって、残りの4つの点も同一円周上に在り、円周角の定理により、残りの線は直線となる。

- 120度以上の角を持たない三角形において、3頂点からの距離の合計が最も小さくなる点である。
  - 120度以上の角を持つ三角形の場合、最も大きい角を持つ頂点がこの性質を満たす。
- 120度以上の角を持たない三角形の場合、フェルマー点 F は三角形の内部にあり、∠AFB=∠BFC=∠CFA=120度 を満たす。
- 作図の項で描いた3つの正三角形の外接円はフェルマー点で交わる。
  - 上であげた3つの外接円の中心は正三角形をなす（ナポレオンの定理）。
- フェルマー点から3辺に下ろした垂線の足は正三角形をなす。
- フェルマー点・外心・九点円の中心・第2フェルマー点は同一円周上にある。この円をレスター円という。
- 第1、第2フェルマー点と類似重心は共線である。この直線をフェルマー軸と言う。
- 第1フェルマー点,第2フェルマー点の等角共役点はそれぞれ第1等力点,第2等力点である。
- 作図1.において正三角形ではなく各辺を底辺とする相似な二等辺三角形を描くと3直線の交わる点はキーペルト点となる。フェルマー点を含め、キーペルト点は同一双曲線上にある。この双曲線をキーペルト双曲線という。
- 第1フェルマー点の三線座標は以下の式で与えられる。第2フェルマー点も +π/3 を -π/3 とすることで得られる。

{\displaystyle \csc \left(A+{\frac {\pi }{3}}\right):\csc \left(B+{\frac {\pi }{3}}\right):\csc \left(C+{\frac {\pi }{3}}\right)}
- 右図のようにそれぞれの点を定義する。円QAR,RBP,PCQは共点でその点を第1ヴェルナウ点 (1st Wernau point) という[1]。内側の三角形で同様にしてできる点は第2ヴェルナウ点という。

## 歴史
フェルマー点に関する問題は、フェルマーがトリチェリへの私信の中で出題している（このことからこの問題を「トリチェリの問題」という）。トリチェリはフェルマーと似たような方法（頂点を結ぶ直線ではなく外接円の交点を利用している）で解を求めている。トリチェリの弟子であったヴィヴィアーニが1659年に解を発表している。